# Markt Neuhodis
Markt Neuhodis (węg. Uj-Hodász, burg.-chorw. Novi Hodas) – gmina targowa w Austrii, w kraju związkowym Burgenland, w powiecie Oberwart. 1 stycznia 2014 liczyła 647 mieszkańców.